# Сланник
Сланник (до 1942 г. Тузлук) е хълмиста историко-географска област в Източния Предбалкан, в област Търговище, на северозапад от Лиса планина.
Областта е разположена между Лиса планина на югоизток и долината на Стара река на запад, която я отделя от Еленските височини. На север долините на реките Карадере (десен приток на Стара река) и Ялъдере (десен приток на Голяма река) я отделят съответно от Антоновските височини и платото Кедикбалкан.
Дължината ѝ от югозапад на североизток е около 35 km, а ширината ѝ – 15 – 20 km. Преобладават земите с 400 – 500 m н.в. Изградена е от долнокредни пясъчници и мергели. Климатът е умереноконтинентален. Почвите са сиви горски, на много места ерозирани. На отделни участъци са запазени горуново-церови и габърови гори. Земеделските земи са добре усвоени. Отводнява се от реките Голяма река и Карадере, десни притоци на Стара река. На Голяма река е изграден язовир „Ястребино“, водите на който се използват за напояване.
Център на областта е град Омуртаг, а около него са разположени още 15 – 20 малки села в общините Антоново и Омуртаг.
През историко-географската област Сланник преминават участъци от 3 пътя от Държавната пътна мрежа:
- От запад на изток, през средата на областта, на протежение от 19,4 km – участък от първокласен път № 4 Ябланица – Велико Търново – Шумен;
- От североизток на югозапад, между селата Камбурово и Стеврек, на протежение от 23,7 km – участък от третокласен път № 408 Камбурово – Стеврек – Константин;
- От югоизток на северозапад, в северната част на областта, на протежение от 6,6 km – участък от третокласен път № 409 Омуртаг – Попово.[1]

## Топографска карта
- Лист от карта K-35-29. Мащаб: 1 : 100 000.
- Лист от карта K-35-41. Мащаб: 1 : 100 000.